# Парк Горького (гурт)
Парк Горького — Радянський та Російський рок-гурт 80-х років 20 ст. Лідер гурту Микола Носков. Гурт створено в 1987 році. Гурт став першим з Радянського союзу, кого показали в ефірі MTV.